# Avvoltoi della foresta
Avvoltoi della foresta (A Ridin' Romeo) è un film muto del 1921 diretto da George Marshall. Presentato da William Fox, il film fu sceneggiato dallo stesso regista su un soggetto di Tom Mix, interprete principale della pellicola insieme a Rhea Mitchell. Tra gli altri interpreti, Pat Chrisman, Sid Jordan, Harry Dunkinson, Eugenie Forde, Minnie Devereaux.

## Trama

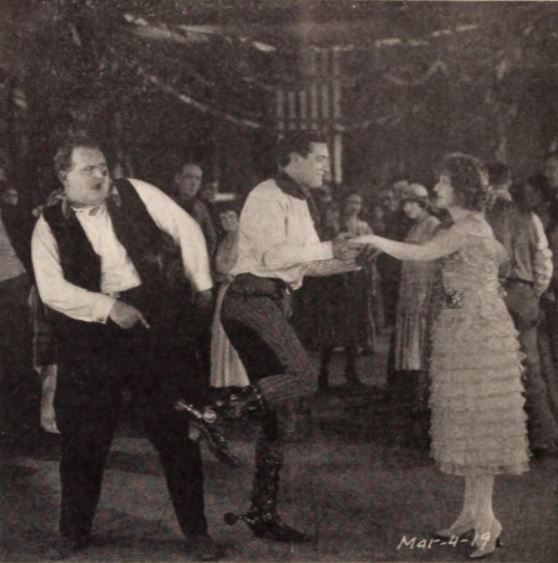
Harry Dunkinson, Tom Mix, Rhea Mitchell

King Brentwood vuole tenersi alla larga da una vedova che lo ha accusato di essere venuto meno alla promessa di sposarla e, nel contempo, respinge le richieste di Jim Rose, che vorrebbe sposare sua figlia Mabel, e lo bandisce dal ranch. Sapendo che la vedova sta per fargli visita, Brentwood ordina ai suoi uomini di spaventarla ma Jim interviene per aiutarla. In seguito, Jim viene accusato di avere rapito un bambino che in realtà ha trovato abbandonato. La vedova aiuta a sua volta Jim e, dopo avere vinto le resistenze di Brentwood, riesce anche ad ottenere il suo consenso alle nozze della figlia con Jim.

## Produzione
Il film fu prodotto dalla Fox Film Corporation.

## Distribuzione
Il copyright del film, richiesto dalla Fox Film Corp., fu registrato il 22 maggio 1921 con il numero LP16597. Lo stesso giorno il film uscì nelle sale statunitensi presentato da William Fox e distribuito dalla Fox. In Danimarca, fu distribuito il 27 agosto 1923 con il titolo En pokkers Dreng, in Brasile fu ribattezzato Romeu Cavaleiro.
 
In Italia, distribuito dalla Unity, ottenne nel giugno 1926 il visto di censura numero 22804.
Non si conoscono copie ancora esistenti della pellicola che viene considerata presumibilmente perduta.